# Silvia Torres Castilleja
 Silvia Linda Torres Castilleja (Nació en la Ciudad de México en 1940), estudió Física en la Facultad de Ciencias de la UNAM y  es la primera mujer de México que obtuvo un doctorado en astronomía.Fue distinguida como Investigadora Emérita por el Instituto de Astronomia de la UNAM.

## Biografía
La Dra. Silvia Torres-Peimbert (Silvia Torres Castilleja) estudió física en la Facultad de Ciencias de la UNAM y el doctorado en astronomía de la Universidad de California, Berkeley. Es investigadora emérita del Instituto de Astronomía de la UNAM y del sistema Nacional de Investigadores. Su investigación se ha centrado en la determinación de la composición química de las regiones de formación estelar y de los gases arrojados por las estrellas de masa intermedia en la Vía Láctea y otras galaxias, así como la determinación de la abundancia primordial de helio.

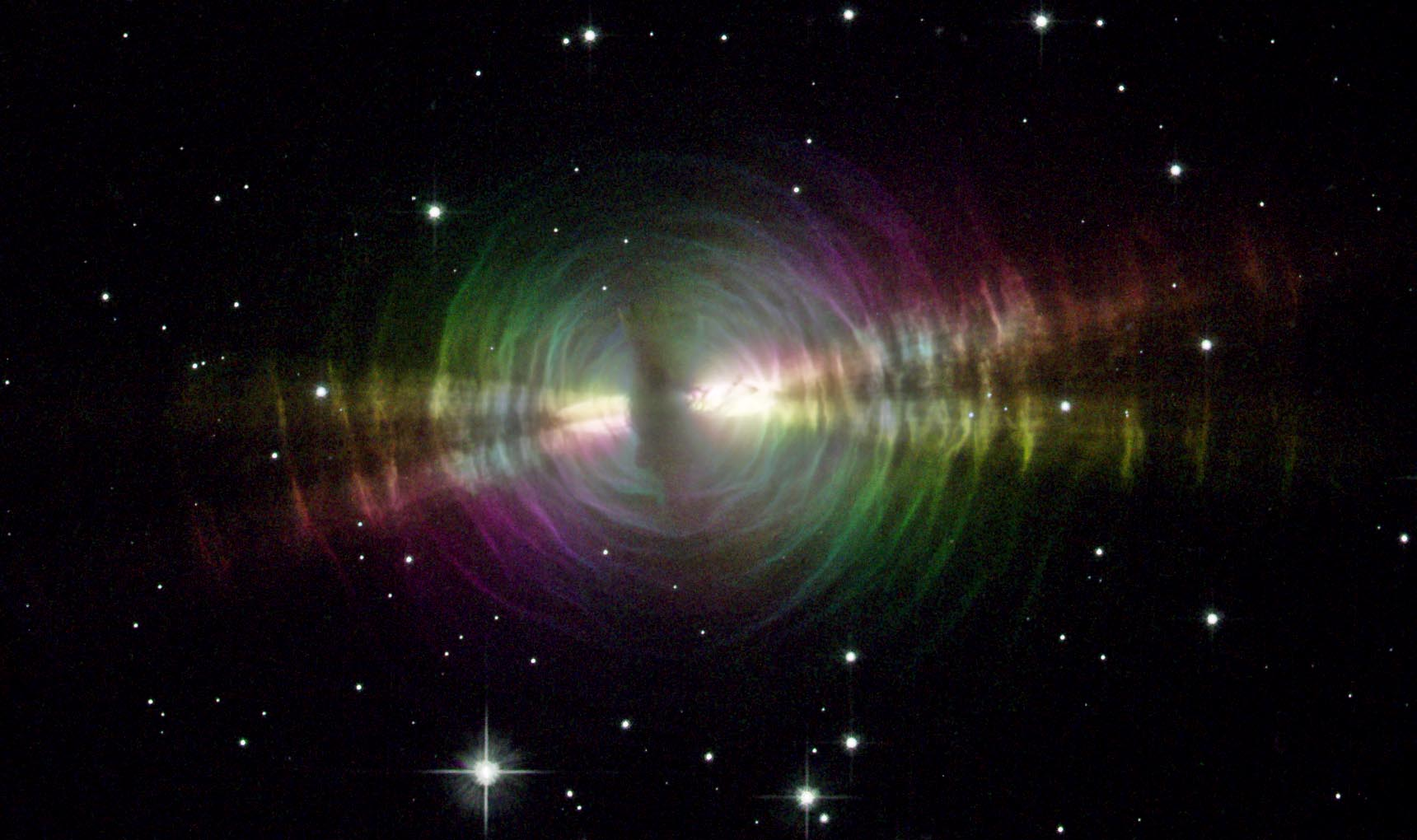
Torres Castilleja se ha interesado en las protonebulosas planetarias. En 2011, obtuvo el Premio L'Oréal-UNESCO a Mujeres en Ciencia de la Organización de las Naciones Unidas, debido a sus investigaciones sobre las nebulosas planetarias. En la imagen, la nebulosa del Huevo.

## Trayectoria académica
En 1974, comenzó a colaborar como editora de la Revista Mexicana de Astronomía y Astrofísica, hasta 1998, y actualmente se encarga de la Serie de Conferencias de esta misma publicación. También ha participado como editora en varias revistas internacionales.
De 2003 a 2006, fungió como vicepresidenta de la Unión Astronómica Internacional, además es investigadora nacional emérita desde 2007.
Fue designada como directora del Instituto de Astronomía  para el periodo 2015-2018. y hasta 2025 formó parte de la Academia Mexicana de Ciencias. De manera similar, ha formado parte de la Sociedad Astronómica del Pacífico y de la Sociedad Astronómica Estadounidense.
En 2009, se incorporó al Seminario de Cultura Mexicana como una de las miembros titulares. Ese mismo año participó como conferencista en la Semana Nacional de Ciencia y Tecnología de Oaxaca, Oaxaca, y en 2011 hizo lo mismo en el Foro Nacional Mujeres en la Ciencia, la Tecnología y la Innovación.
Se la considera pionera en México en la utilización de satélites para llevar a cabo investigaciones, después de haber tenido experiencias académicas en el desaparecido Explorador Ultravioleta Internacional y en el telescopio espacial Hubble. Entre sus áreas de estudio, de encuentran las nebulosas como las protonebulosas planetarias, las regiones HII galácticas y extragalácticas. Es esposa del astrónomo Manuel Peimbert Sierra.
En 2012, Silvia Torres fue elegida presidenta de la Unión Astronómica Internacional para ocupar el cargo de 2015 a 2018, período que comienza al finalizar la XXIX Asamblea General este organismo internacional. La anterior mujer en ocupar el cargo fue Catherine Cesarsky, durante el período 2006-2009.

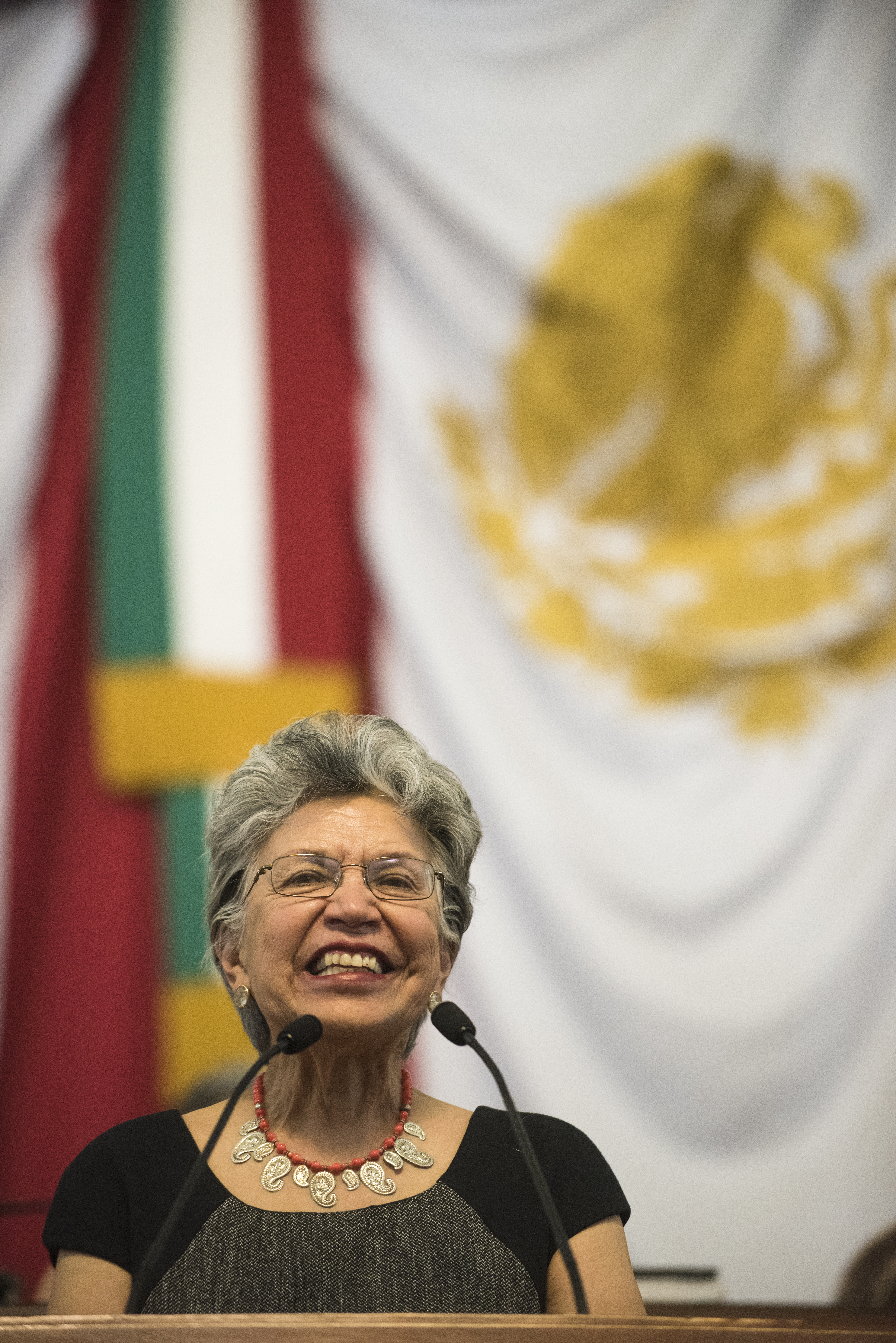
Silvia Torres Castilleja, en la aceptación de la Medalla al Mérito en Ciencias 2015.

En diversas ocasiones, ha manifestado su preocupación por las dificultades añadidas que encuentran las mujeres para incorporarse activamente en la carrera científica. Dicho esto, ella reconoce que la doctora en astronomía Paris Pishmish, nacida en Turquía y nacionalizada mexicana, jugó un papel muy importante en la fundación y promoción de los estudios de astronomía modernos en la UNAM y tuvo una gran influencia en ella.

### Reconocimientos
- Medalla Guillaume Bude, por parte del Colegio de Francia
- lMedalla Académica de la Sociedad Mexicana de Física
- Premio Universidad Nacional de la UNAM
- Medalla Heberto Castillo, del Instituto de Ciencia y Tecnología del Distrito Federal (la categoría de premiación «Ciencias básicas» de los reconocimientos Heberto Castillo lleva el nombre de la astrónoma).[21]
- Premio Nacional de Ciencias y Artes,[22]
- Investigador Emérita de la UNAM[10] y del Sistema Nacional de Investigadores,[23]
- Premio L’Oréal Unesco por parte de la Organización de las Naciones Unidas en el rubro de «Mujeres de la ciencia», debido a sus investigaciones en torno a la composición química de las nebulosas planetarias.[1]

- Sor Juana Inés de la Cruz,  por  el  Instituto  de Astronomía, UNAM
- Investigadora distinguida Carolyn Herschel en el Space Telescope Science Institute, en Baltimore, Maryland.[24]

- Doctorado honoris causa por el Instituto de Astrofísica, Óptica y Electrónica
- Doctorado Honoris causa por la Universidad Ben-Gurión del Néguev, en Beerseba, Israel
- Doctorado honoris causa por la Universidad Nacional Autónoma de México.[25]
- Medalla al Mérito en Ciencias, otorgada por la Asamblea Legislativa de la Ciudad de México (ALDF)[26]

Torres Castilleja es considerada una de las científicas mexicanas con mayor reconocimiento a nivel internacional, por sus investigaciones sobre la materia interestelar. En 2009, a manera de homenaje, se bautizó con su nombre una telesecundaria de Morelia, Michoacán. Igualmente, un jardín de niños de Villa Jiménez, en el mismo estado, lleva su nombre. En 2014, se confirió su nombre al planetario del Museo Descubre en la ciudad de Aguascalientes.